# Saint-Doulchard
Saint-Doulchard – miejscowość i gmina we Francji, w Regionie Centralnym, w departamencie Cher.
Według danych na rok 1990 gminę zamieszkiwało 9149 osób, a gęstość zaludnienia wynosiła 381 osób/km² (wśród 1842 gmin Centre, Saint-Doulchard plasuje się na 33. miejscu pod względem liczby ludności, natomiast pod względem powierzchni na miejscu 525.).